# MKB Mazur Ełk
MKB Mazur Ełk (pełna nazwa: Miejski Klub Bokserski Mazur Ełk) – polski klub bokserski z siedzibą w Ełku. Został założony po zakończeniu działań wojennych i przekazaniu Miasta Ełk obywatelom w 1947 roku. Od 1999 roku funkcjonuje jako odrębny podmiot po wydzieleniu sekcji bokserskiej z Mazura Ełk. Szczytowym osiągnięciem zespołowym klubu są występy w II lidze.

## Informacje ogólne
- Pełna nazwa: Miejski Klub Bokserski Mazur Ełk
- Rok założenia: 1947
- Adres: ul. Armii Krajowej 16, 19-300 Ełk

## Znani bokserzy

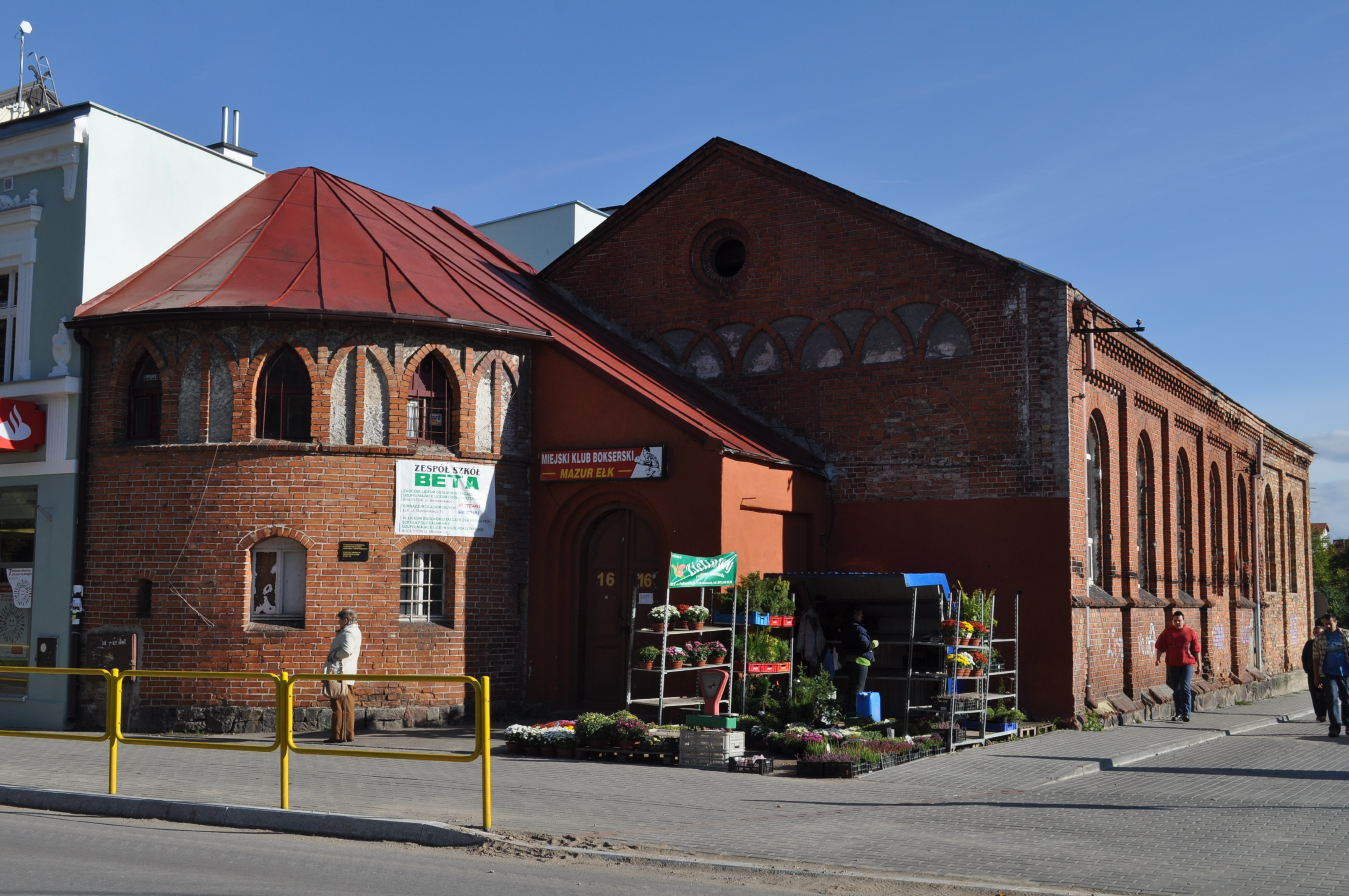
Siedziba klubu przy ul. Armii Krajowej 16

- Leszek Błażyński – dwukrotny brązowy medalista olimpijski, mistrz i wicemistrz Europy
- Ryszard Krzywosz – mistrz Polski seniorów w wadze półśredniej (1971), najlepszy sportowiec województwa białostockiego w plebiscycie "Gazety Białostockiej" (1972)
- Józef Kuderski – wicemistrz Polski seniorów w wadze koguciej (1967), reprezentant Polski
- Wojciech Pawłowski – wicemistrz Polski (1984) i brązowy medalista mistrzostw Polski seniorów w wadze średniej (1985)
- Marek Krukowski – młodzieżowy mistrz Polski w wadze muszej (1986)
- Andrzej Ciborowski – brązowy medalista Młodzieżowych (do lat 19) Mistrzostw Polski w Boksie (1986);
- Zbigniew Tyszkiewicz – brązowy medalista mistrzostw Polski seniorów w wadze piórkowej (1987)
- Grzegorz Jabłoński – uczestnik olimpiady w Seulu (1988), wicemistrz Europy juniorów, czterokrotny mistrz Polski;
- Mariusz Sójka – złoty medalista Młodzieżowych (do lat 19) Mistrzostw Polski w Boksie, Kalisz (1989);
- Jarosław Kantorowski – brązowy medalista, Młodzieżowych Mistrzostw Polski w Boksie (do lat 19) w wadze muszej, Konin (1991)[2].
- Tomasz Siemaszko – brązowy medalista Młodzieżowych (do lat 19) Mistrzostw Polski w Boksie, Konin (1991);
- Kamil Komar – wicemistrz Polski juniorów w wadze piórkowej (2008)[3]
- Michał Syrowatka – mistrz (2009) i wicemistrz (2007, 2008)[4][5] Polski seniorów w wadze lekkiej oraz wicemistrz Polski juniorów w wadze piórkowej (2005, 2006) w barwach Mazura; mistrz Polski seniorów w wadze lekkopółśredniej w barwach Hetmana Białystok (2011)
- Cezary Samełko – dwukrotny wicemistrz Europy, brązowy medalista mistrzostw Polski juniorów w wadze półciężkiej (2009), 15 października 2011 zadebiutował na zawodowym ringu[6]
- Piotr Samełko – brązowy medalista mistrzostw Polski seniorów w wadze ciężkiej (2010)

## Znani sędziowie

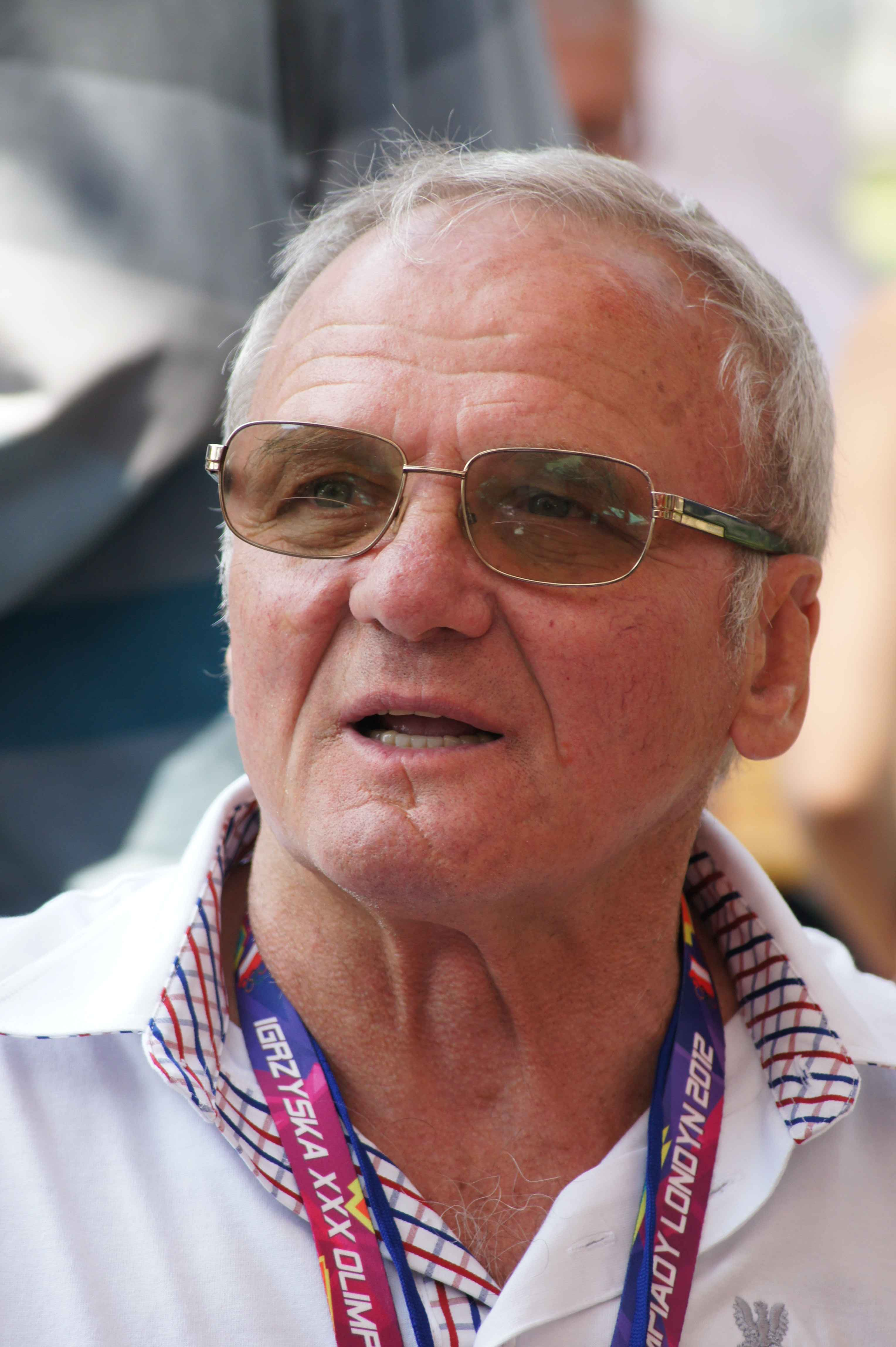
Jerzy Kulej, honorowy członek klubu

- Piotr Kozłowski – zawodnik MKB Mazur Ełk, RKS Dąbrowa Górnicza i TSB Bytom od 2000 roku sędziuje boks zawodowy. Prowadził ponad 160 gal.

## Trenerzy
- Ryszard Markoń
- Edward Lermer
- Kazimierz Chojnowski
- Jerzy Golubiewski
- Jan Żyliński
- Tadeusz Biryło
- Tadeusz Bubienko